# Claude Semal
Claude Semal est un chanteur, auteur, journaliste, chroniqueur, humoriste et comédien belge, né à Bruxelles en 1954.
Homme de spectacle, chanteur, acteur, auteur satirique, parolier, pamphlétaire, journaliste et militant à l'hebdomadaire Pour (1974-1980), cofondateur du théâtre Le Café à Bruxelles, chantre critique de la belgitude, Claude Semal a enregistré une dizaine de CD, la plupart pour le label Franc'Amour, et produit une vingtaine de spectacles.

## Biographie
Après des humanités en latin-sciences à l'Athénée royal d'Uccle 1, il travaille un an comme ouvrier maroquinier et commence à chanter à dix-huit ans (1972) au "Grenier aux Chansons" de Jane Tony.
De 1974 à 1980, il arrête la scène pour devenir militant, journaliste, secrétaire de rédaction et monteur offset à l'hebdomadaire POUR.
Il écrit, au sein des Ateliers du zoning, La Ballade de Hoboken, chanson dénonciatrice de la pollution au plomb émise par la métallurgie Hoboken, à Anvers. L'attaque en justice pour diffamation menée par l'industrie sidérurgique se termine par un acquittement.
Il renoue avec le spectacle en 1979, avec son comparse Georges Vandenbroeck, et sort un premier 33 tours, en 1982, sur des arrangements de Paolo Radoni.
Après le succès de Odes à ma douche (1986), qu'il reprendra en 2015, il suit pendant deux ans une formation d'acteur à la Kleine Akademie (Bruxelles) en 1989-1990.
Il enregistre une dizaine d’albums et monte une vingtaine de spectacles qui sont généralement joués dans toute la francophonie.
L’impertinence et l’humour sont toujours présents dans son travail, comme contrepoint à une gravité un peu mélancolique et à une fibre sociale clairement affichée. Claude Semal a fondé en Belgique sa propre compagnie théâtrale (Le Théâtre du Chien écrasé).
On peut le voir au cinéma dans le film La Raison du plus faible, de Lucas Belvaux.
Il rédige régulièrement une chronique dans le magazine belge d'écologie Imagine.
Il joue durant l'été 2007 au Festival d'Avignon deux de ses spectacles : Cabaretje (avec Éric Drabs) au Théâtre des Doms et Œdipe à la Ferme (avec Ivan Fox) au Théâtre Gilgamesh. Il y présente en 2009 une pièce de théâtre intitulée Ubu à l'Élysée.
À l'occasion des élections fédérales de 2010 en Belgique, il soutient l'alternative unitaire de la gauche francophone à travers le Front des gauches.
En 2018, il reçoit l'Octave Chanson française décernée par les Octaves de la musique pour Les marcheurs/Semal La Totale.

## Filmographie
- 1987 et 1989 : La Chanson rebelle et La Chanson satirique de Richard Olivier
- 1989 : Bruxelles insolite, pour FR 3, dans le rôle du fils de Tintin
- 1992 : On a perdu le Nord, de Gérard Preszow (musique du film)
- 1995 : Sang d’Encrev(RTBF / Antenne2 / Alligators Film), d'Alain de Haleux, dans le rôle de l’avocat Horowitz
- 1996 : Camping Cosmos, de Jan Bucquoy, dans le rôle d'un animateur radio qui ressemble fort à Tintin
- 1997 : Paysage avec chutesv(ARTE / RTBF), de Claudio Pazienza, dans le rôle d'Icare
- 1997 : L’Étoile d’Anvers (La Mondaine / TF1 / K2), de Marco Pico, dans le rôle du commissaire belge
- 1998 : Papa est monté au ciel (ARTE / Entre chien et Loup), de Jacques Renard, dans le rôle du boucher Dewulf
- 1998 : Une leçon d'amour  (RTL-TVI / Art et Cinéma), d'Alain Tasma, dans le rôle du curé
- 2000 : La jouissance des hystériques, de Jan Bucquoy
- 2005 : La Raison du plus faible, de Lucas Belvaux - a représenté la Belgique à la sélection officielle du Festival de Cannes en 2006
- 2009 : Les Barons, de Nabil Ben Yadir, dans le rôle du « wattman » du dépôt de tram
- 2009 : Semal Nécessaire, portrait de 70 min par Tanguy Cortier pour ARTE et Télé 2

## Théâtre
- 1984 : Tous aux abris!, mise en scène de Margarete Jennes
- 1988 : Vie et mort de la Viande avec D. Donies et M. Bailly, mise en scène de Margarete Jennes
- 1988 : L'Opéra de quat'sous de Bertolt Brecht, mise en scène d'André Ernotte, dans le rôle de Mackie
- 1991 : La Reine et Moi avec Alexandre Von Sivers, Eric Drabs et Pierrette Laffineuse, mise en scène de Margarete Jennes
- 1994 : Le Cimetière des Belges, mise en scène de Roland Depauw - 150 représentations
- 2001 : Village en flammes, de Rainer Werner Fassbinder, mise en scène de Jean-Michel d’Hoop, dans les rôles du roi et du grand maître
- 2001 : Histoires d’amour, mise en scène de Toni Cecchinato, dans le rôle de Jack
- 2002 : Œdipe à la ferme de et par Ivan Fox et Claude Semal, mise en scène de Diane Broman
- 2003 : L’Hymne à l’amour de Bruno Belvaux et Jean Lambert
- 2004 : Splendeur et mort de Joaquin Murieta de Pablo Neruda, avec Ivan Fox, mise en scène de Diane Broman
- 2004 : Le candidat, de Claude Semal, mise en scène de Michel Kacenelenbogen
- 2009 : Ubu à l'Élysée, dans le style d'Ubu roi d'Alfred Jarry pour la forme, mais inspiré de personnages contemporains pour le fond

## Spectacles musicaux
- 1979 : La situation est excellente, mais pas désespérée
- 1981 : L’Avenir n’est plus ce qu’il était
- 1985 : Une grande Harmonie, mise en scène de Margarete Jennes
- 1987 : Odes à ma douche, mise en scène de Charlie Degotte - 300 représentations dans toute la francophonie
- 1989 : Music-hall, mise en scène de Charlie Degotte - 60 représentations
- 1992 : Mes plus grands succès d’estime”, avec Jacques-Ivan Duchesne
- 1995 : Ma Première Tournée Mondiale (exceptionnellement dans Cette Ville) - 80 représentations
- 1995 : Les revues du Café, mise en scène de Charlie Degotte
- 1996 : Dix façons de (ne pas) s’emmerder au théâtre, avec Ivan Fox, supervision de Diane Broman
- 1997 : Semal Solo - 60 représentations
- 2000 : L’été indien, l’autre Milou, avec Jacques-Ivan Duchesne, mise en scène de Mireille Verboomen
- 2000 : Rue de la Gaité, comédie musicale de Michel Arbatz autour de Robert Desnos
- 2001 : Plat du jour, mise en scène Point Zéro création
- 2003 : Les chaussettes célibataires, mise en scène Martine Kivits
- 2006 : Enfant de solo, autobiographie imaginaire en textes et en chansons, mise en scène de Laurence Warin, images de Tanguy Cortier
- 2006 : S(e)mall Belgian Cabaretje/Petit cabaret belgeke, spectacle musical pour fêter le 176e anniversaire de la Belgique, avec Eric Drabs, mise en scène de Martine Kivits et Laurence Warin
- 2012 : Ceci n'est pas un chanteur belge, mise en scène de Laurence Warin, mise en voix de Martine Kivits et mise en musique de Frank Wuyts
- 2015 : À la frite !, avec Michel Carcan, mise en scène d'Agnès Limbos
- 2019 : Ah! vous chantez encore ?, avec Pascal Chardome, mise en scène de Martine Kivits

## Discographie
- 1982 : Les convoyeurs attendent
- 1984 : Claude Semal et Charles Loos (avec la participation de la chanteuse Maurane)
- 1987 : Nu (chansons du spectacle Odes à ma douche)
- 1989 : Music-Hall
- 1993 : À nos amours
- 1997 : Semal en fanfare
- 2000 : L'été indien, l'autre Milou (hors commerce, enregistrement public du spectacle éponyme avec Jacques-Ivan Duchesne)
- 2001 : Semal et Loos en public aux Riches-Claires
- 2003 : Les chaussettes célibataires
- 2007 : Belgik
- 2010 : Claude Semal Band à 4 en public (DVD)
- 2012 : Les bals, les BBQ's et les crématoriums
- 2017 : Les marcheurs
- 2018 : Semal : La totale (intégrale)

## Livres
- Textes et chansons du pays petit (1982, aux Éditions l'Arbre à Paroles)
- La Belgique de Merckx à Marx, chroniques et textes de chansons (1997, aux Éditions Luc Pire)
- Princess, un court roman pour ados qui raconte l'histoire d'un groupe musical dont la jeune chanteuse est expulsée de Belgique (2007, aux éditions Averbode)
- Ubu à L'Élysée, pièce en 5 actes pour nain, marionnettes et vers de mirliton (2009, Éditions Aden)